# Clyomys
Clyomys är ett släkte av gnagare med två arter som ingår i familjen lansråttor.
Arter enligt Catalogue of Life och Wilson & Reeder (2005):
- Clyomys bishopi
- Clyomys laticeps

Dessa gnagare når en kroppslängd (huvud och bål) av 10 till 23 cm och en svanslängd av 5,5 till 8,7 cm. De väger ungefär 200 g. Arterna har i motsats till andra lansråttor kraftiga klor vid framfötterna för att gräva i marken. Deras päls är gråbrun till svartbrun på ryggen och blek rosa till vitaktig på buken. Clyomys skiljer sig även i avvikande detaljer av skallens konstruktion från andra lansråttor.
Släktets medlemmar lever i centrala och östra Sydamerika. De förekommer i savannen Cerradon och i träskområdet Pantanal.
Individerna gräver bon där tunneln har formen av en spiral (helix) som slutar cirka 85 cm under markytan. Vid slutet finns en cirka 25 cm vid kammare som fodras med växtdelar. Ibland förekommer en mindre kammare på halva höjden. I boet lever en flock eller en mindre koloni. Honor föder en unge per kull. Clyomys laticeps är huvudsakligen dagaktiv.
IUCN listar Clyomys laticeps som livskraftig (LC) och Clyomys bishopi med kunskapsbrist (DD).